# Liste des tunnels les plus longs d'Italie
Cette liste (non exhaustive) présente les principaux tunnels italiens.

## Tunnels routiers
Liste présentant les tunnels routiers situés pour tout ou partie en Italie ayant une longueur supérieure à 3 km.
| Nom de l'ouvrage                                 | Route                           | Longueur (m) | Date ouverture                                         | Agglomération proche        | Province / Ville métropolitaine / Pays      |
| ------------------------------------------------ | ------------------------------- | ------------ | ------------------------------------------------------ | --------------------------- | ------------------------------------------- |
| Tunnel du Fréjus                                 | Autoroute A32                   | 12 870       | 1980                                                   | Bardonnèche                 | Ville métropolitaine de Turin / France      |
| Tunnel du Mont-Blanc                             | Autoroute A5 Route nationale 26 | 11 600       | 1965                                                   | Courmayeur                  | Vallée d'Aoste / France                     |
| Tunnel du Gran Sasso                             | Autoroute A24                   | 10 176       | 1984                                                   | Colledara                   | Province de Teramo                          |
| Tunnel de base de la Variante di Valico          | Autoroute A1 var                | 8 703        | 2015                                                   | Castiglione dei Pepoli      | Ville métropolitaine de Bologne             |
| Tunnel de Sant'Antonio-Cepina                    | Route nationale 38              | 7 925        | 2000                                                   | Valdisotto                  | Province de Sondrio                         |
| Tunnel de Santa Lucia                            | Autoroute A1                    | 7 724        | 2022                                                   | Barberino di Mugello        | Ville métropolitaine de Florence            |
| Tunnel de Malo                                   | Pedemontana Veneta              | 6 406        | 2023                                                   | Malo                        | Province de Vicence                         |
| Tunnel de Guinza (construction achevée)          | Route européenne 78             | 5 950        | Jamais ouvert                                          | Mercatello sul Metauro      | Province de Pesaro et d'Urbino              |
| Tunnel du Grand-Saint-Bernard                    | Route nationale 27              | 5 798        | 1964                                                   | Saint-Rhémy-en-Bosses       | Vallée d'Aoste / Suisse                     |
| Tunnel de Cels                                   | Autoroute A32                   | 5 241        | 1992                                                   | Chaumont                    | Ville métropolitaine de Turin               |
| Tunnel de Sellero                                | Route nationale 42              | 5 048        | 2013                                                   | Berzo Demo                  | Province de Brescia                         |
| Tunnel de Santa Maria di Pozzano                 | Route nationale 145 var         | 5 035        | 2014                                                   | Vico Equense                | Ville métropolitaine de Naples              |
| Tunnel de Lecco-San Martino                      | Route nationale 36              | 4 800        | 1999                                                   | Lecco                       | Province de Lecco                           |
| Tunnel de la Côte de Sorreley                    | Route nationale 27              | 4 725        | 1997                                                   | Saint-Christophe            | Vallée d'Aoste                              |
| Tunnel Schio Valdagno Pass                       | Route provinciale 134           | 4 690        | 1999                                                   | Schio                       | Province de Vicence                         |
| Tunnel de San Domenico                           | Autoroute A25                   | 4 567        | 1978                                                   | Cocullo                     | Province de L'Aquila                        |
| Tunnel de San Benedetto                          | Route nationale 685             | 4 440        | 1998                                                   | Norcia                      | Province de Pérouse                         |
| Tunnel de Prapontin                              | Autoroute A32                   | 4 407        | 1995                                                   | Saint-Joire                 | Ville métropolitaine de Turin               |
| Tunnel du Colle Giardino                         | Route nationale 4               | 4 347        | 2003                                                   | Rieti                       | Province de Rieti                           |
| Tunnel de San Rocco                              | Autoroute A24                   | 4 181        | 1989                                                   | Borgorose                   | Province de Rieti                           |
| Tunnel de Caltanissetta (en construction)        | Route nationale 640             | 4 053        | Ouverture prévue à la fin de 2024                      | Caltanissetta               | Libre consortium municipal de Caltanissetta |
| Tunnel de Forca di Cerro                         | Route nationale 685             | 4 030        | 1998                                                   | Spolète                     | Province de Pérouse                         |
| Tunnel de Comelico                               | Route nationale 52              | 4 000        | 1986                                                   | Santo Stefano di Cadore     | Province de Belluno                         |
| Tunnel de Fara                                   | Route nationale 251             | 3 964        | 1992                                                   | Andreis                     | Province de Pordenone                       |
| Tunnel de Val di Sambro                          | Autoroute A1 var                | 3 890        | 2013                                                   | San Benedetto Val di Sambro | Ville métropolitaine de Bologne             |
| Tunnel Serra Rotonda                             | Autoroute A2                    | 3 850        | 2015                                                   | Lauria                      | Province de Potenza                         |
| Tunnel de Cave Ovest                             | Autoroute A27                   | 3 790        | 1995                                                   | Belluno                     | Province de Belluno                         |
| Tunnel de Gola della Rossa                       | Route nationale 76              | 3 766        | 2018                                                   | Serra San Quirico           | Province d'Ancône                           |
| Tunnel de la Rupe                                | Route provinciale 235           | 3 740        | 2008                                                   | Mezzocorona                 | Province autonome de Trente                 |
| Tunnel de Valnerina                              | Route nationale 79bis           | 3 694        | 2013                                                   | Terni                       | Province de Terni                           |
| Tunnel de San Silvestro                          | Route nationale 714             | 3 623        | 2007                                                   | Pescara                     | Province de Pescara                         |
| Tunnel d'Agnese                                  | Route nationale 240             | 3 615        | 1992                                                   | Riva del Garda              | Province autonome de Trente                 |
| Tunnel de Breva                                  | Route nationale 340             | 3 536        | 2004                                                   | Musso                       | Province de Côme                            |
| Tunnel de Ceresole                               | Route nationale 460             | 3 535        | 1993                                                   | Noasca                      | Ville métropolitaine de Turin               |
| Tunnel de Varano                                 | Route nationale 77              | 3 471        | 2015                                                   | Muccia                      | Province de Macerata                        |
| Tunnel d'Omegna                                  | Route nationale 229             | 3 427        | 2015                                                   | Omegna                      | Province du Verbano-Cusio-Ossola            |
| Tunnel routier du Furlo                          | Route provinciale 3             | 3 391        | 1991                                                   | Fermignano                  | Province de Pesaro et d'Urbino              |
| Tunnel de Montenegrone                           | Route provinciale 671           | 3 378        | 2008                                                   | Alzano Lombardo             | Province de Bergame                         |
| Tunnel de Pré-Saint-Didier                       | Autoroute A5                    | 3 360        | 2002                                                   | Pré-Saint-Didier            | Vallée d'Aoste                              |
| Tunnel de Totoga                                 | Route provinciale 80            | 3 352        | 1993                                                   | Imer                        | Province autonome de Trente                 |
| Tunnel de Petraro                                | Autoroute A20                   | 3 345        | 1978                                                   | Brolo                       | Province de Messine                         |
| Tunnel de Monte Barro                            | Route nationale 36              | 3 330        | 1999                                                   | Lecco                       | Province de Lecco                           |
| Tunnel de Valsassina                             | Route nationale 36              | 3 328        | 2006                                                   | Lecco                       | Province de Lecco                           |
| Tunnel d'Albogasio                               | Route nationale 340             | 3 314        | 2012                                                   | Albogasio                   | Province de Côme                            |
| Nouveau tunnel du col de Tende (en construction) | Route nationale 20              | 3 252        | Construction achevée fin 2023 Ouverture prévue en 2025 | Limone Piemonte             | Province de Coni / France                   |
| Tunnel de Villeneuve                             | Autoroute A5                    | 3 230        | 1994                                                   | Villeneuve                  | Vallée d'Aoste                              |
| Tunnel de Regoledo                               | Route nationale 36              | 3 227        | 1987                                                   | Varenna                     | Province de Lecco                           |
| Tunnel routier du col de Tende                   | Route nationale 20              | 3 182        | 1882                                                   | Limone Piemonte             | Province de Coni / France                   |
| Tunnel de Limina                                 | Route nationale 682             | 3 150        | 1984                                                   | Cinquefrondi                | Province de Reggio de Calabre               |
| Tunnel Punta Forbisicle Campione                 | Route nationale 45 bis          | 3 186        | 2009                                                   | Tignale                     | Province de Brescia                         |
| Tunnel de Calavà                                 | Autoroute A20                   | 3 160        | 1978                                                   | Monforte San Giorgio        | Province de Messine                         |
| Tunnel d'Avise                                   | Autoroute A5                    | 3 112        | 1994                                                   | Avise                       | Vallée d'Aoste                              |
| Tunnel Le Casse                                  | Route nationale 659             | 3 080        | 2008                                                   | Premia                      | Province du Verbano-Cusio-Ossola            |
| Tunnel de Dolonne                                | Autoroute A5                    | 3 073        | 2007                                                   | Courmayeur                  | Vallée d'Aoste                              |
| Tunnel de San Vito                               | Route nationale 50 bis var      | 3 047        | 1992                                                   | Arsiè                       | Province de Belluno                         |
| Tunnel Giovanni XXIII                            | Périphérique Est de Rome        | 3 000        | 2004                                                   | Rome                        | Ville métropolitaine de Rome Capitale       |

## Tunnels ferroviaires
Liste (non exhaustive) présentant les tunnels ferroviaires situés pour tout ou partie en Italie ayant une longueur supérieure à 6 km.
| Nom de l'ouvrage                            | Ligne                                       | Longueur (m) | Date ouverture           | Région                        |
| ------------------------------------------- | ------------------------------------------- | ------------ | ------------------------ | ----------------------------- |
| Tunnel de base du Brenner (en construction) | Chemin de fer du Brenner                    | 64 000       | Ouverture prévue en 2028 | Trentin-Haut-Adige / Autriche |
| Tunnel de Valico (en construction)          | LGV Milan - Gênes                           | 27 110       | Ouverture prévue en 2023 | Piémont                       |
| Tunnel du Simplon                           | Ligne Brigue - Domodossola                  | 19 823       | 1906                     | Piémont / Suisse              |
| Tunnel de Vaglia                            | LGV Bologne - Florence                      | 18 713       | 2009                     | Émilie-Romagne / Toscane      |
| Grande galerie de l'Apennin                 | Ligne Bologne - Florence                    | 18 507       | 1934                     | Émilie-Romagne / Toscane      |
| Tunnel de Santomarco                        | Ligne Paola - Cosenza                       | 15 332       | 1987                     | Calabre                       |
| Tunnel de Firenzuola                        | LGV Bologne - Florence                      | 15 285       | 2009                     | Toscane                       |
| Tunnel ferroviaire du Fréjus                | Ligne du Fréjus                             | 13 688       | 1871                     | Piémont / France              |
| Tunnel de Sciliar                           | Chemin de fer du Brenner                    | 13 159       | 1994                     | Trentin-Haut-Adige            |
| Tunnel de Caponero-Capoverde                | Ligne Gênes - Vintimille                    | 13 138       | 2001                     | Ligurie                       |
| Tunnel de Peloritana                        | Ligne Palerme - Messine                     | 12 817       | 2001                     | Sicile                        |
| Tunnel de Pianoro                           | LGV Bologne - Florence                      | 10 843       | 2009                     | Émilie-Romagne                |
| Tunnel de San Donato                        | LGV Florence - Rome                         | 10 554       | 1982                     | Toscane                       |
| Tunnel de Raticosa                          | LGV Bologne - Florence                      | 10 450       | 2009                     | Émilie-Romagne                |
| Tunnel ferroviaire de Santa Lucia           | Ligne Naples - Salerne LGV Naples - Salerne | 10 265       | 1977                     | Campanie                      |
| Tunnel de Monte Bibele                      | LGV Bologne - Florence                      | 9 243        | 2009                     | Émilie-Romagne                |
| Tunnel de Zuc Dal Bor                       | Voie ferrée Pontebbana                      | 9 222        | 1995                     | Frioul-Vénétie Julienne       |
| Tunnel de Ronco Scrivia                     | Voie ferrée succursale dei Giovi            | 8 291        | 1889                     | Ligurie                       |
| Tunnel ferroviaire du col de Tende          | Ligne Coni - Vintimille                     | 8 099        | 1898                     | Piémont / France              |
| Tunnel de Malborghetto                      | Voie ferrée Pontebbana                      | 8 067        | 2000                     | Frioul-Vénétie Julienne       |
| Tunnel du Borgallo                          | Voie ferrée Pontremolese                    | 7 972        | 1894                     | Toscane                       |
| Tunnel du Lupacino                          | Ligne Lucques - Aulla                       | 7 515        | 1959                     | Toscane                       |
| Tunnel de Fleres                            | Chemin de fer du Brenner                    | 7 343        | 1999                     | Trentin-Haut-Adige            |
| Tunnel de Marianopoli                       | Ligne Palerme - Catane                      | 6 478        | 1885                     | Sicile                        |

## Tunnels en projet / abandonnés
| Nom                            | Type        | Longueur (m) | Axe              | Lieu            | Date prévue d'achèvement |
| ------------------------------ | ----------- | ------------ | ---------------- | --------------- | ------------------------ |
| Tunnel du canal de Sicile      | ferroviaire | env. 155 000 | Sicile - Tunisie | Canal de Sicile | ?                        |
| Tunnel de base du Mont-d'Ambin | ferroviaire | env. 57 500  | LGV Lyon - Turin | Modane          | 2028                     |
| Tunnel de Bussolin             | ferroviaire | 12 000       | LGV Lyon - Turin | Vénaux          | Annulé                   |
| Tunnel du Menouve              | routier     | ?            | Italie - Suisse  | Étroubles       | Annulé                   |

## Autres tunnels

### Routiers
| Nom de l'ouvrage            | Route               | Longueur (m) | Date ouverture | Région         |
| --------------------------- | ------------------- | ------------ | -------------- | -------------- |
| Tunnel de Sparvo            | Autoroute A1 (VAR)  | 2 600        | 2015           | Émilie-Romagne |
| Tunnel de Jannello          | Autoroute A2        | 2 343        | 2016           | Calabre        |
| Tunnel de Manganaccia       | Autoroute A1 (VAR)  | 2 310        | 2015           | Toscane        |
| Tunnel Bargagli-Ferriere    | Route nationale 225 | 2 031        | 1971           | Ligurie        |
| Tunnel de Puliana           | Autoroute A1 (VAR)  | 1 310        | 2015           | Toscane        |
| Tunnel d'Olimpia            | Autoroute A26       | 862          | 1978           | Piémont        |
| Tunnel de Timpa delle Vigne | Autoroute A2        | 783          | 2005           | Calabre        |
| Tunnel Serra Spiga          | Autoroute A2        | 571          | 2005           | Calabre        |